# Martin Johann Schmidt

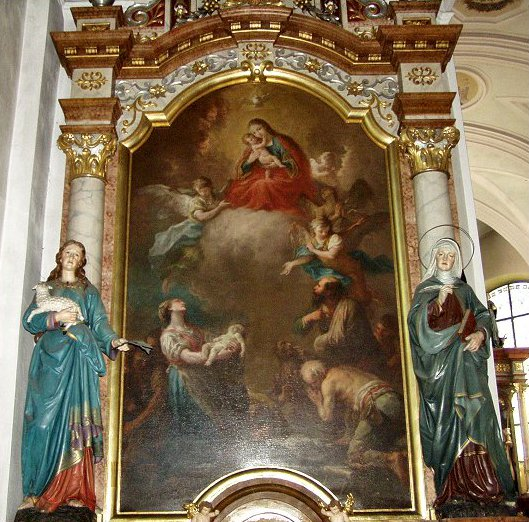
Tableau de sainte Marie-Auxiliatrice à Waizenkirchen

Martin Johann Schmidt (dit Kremser Schmidt, Schmidt de Krems), né le 25 septembre 1718 à Grafenwörth et mort le 28 juin 1801 à Stein-sur-Danube (appartenant aujourd'hui  à Krems-sur-Danube), est un peintre et graveur autrichien du rococo tardif.
Il fut avant tout un peintre d'art sacré et honora les commandes de nombreuses églises et abbayes de Basse-Autriche, de Moravie et de Hongrie. Il répondit également de façon fructueuse à la mode des images religieuses de petit format destinées à l'usage des foyers bourgeois.
Il devint académicien à Vienne en 1768 en présentant deux peintures historiques : La Sentence du roi Midas et son pendant La vénus à la Forge de Vulcain, toutes les deux conservées à la Galerie d'art Autrichienne à Vienne.
Même s'il jouit d'une large reconnaissance, il vit et travaille à Stein-bei-Krems. Même l'empereur Joseph II lui a rendu visite chez lui. 